# Alentia gelatinosa
Alentia gelatinosa är en ringmaskart som först beskrevs av Michael Sars 1835.  Alentia gelatinosa ingår i släktet Alentia och familjen Polynoidae. Arten är reproducerande i Sverige. Inga underarter finns listade i Catalogue of Life.